# Svenska Scoutförbundet
Svenska Scoutförbundet (SSF) var, fram till den 1 januari 2012, det största svenska scoutförbundet med cirka 52 500 medlemmar. Från och med januari 2012 är de scoutkårer som tidigare var en del av Svenska scoutförbundet en del av den nya riksorganisationen för Sveriges scouter: Scouterna. SSF:s verksamheten byggde på den värdegrund som finns i scoutmetoden, scoutlagen och scoutlöftet.
Förbundet hade sin upprinnelse i den verksamhet, "Riddarpojkarna", som Ebbe Lieberath startade i Göteborg 1910. SSF bildades den 13 november 1960, då Sveriges scoutförbund och Sveriges Flickors Scoutförbund gick samman till ett könsgemensamt scoutförbund. SSF fanns över hela landet och som scout var man medlem i en scoutkår (lokal förening) som i sin tur var ansluten till scoutförbundet. En scoutkår tillhörde även ett av 29 distrikt beroende på vilket geografiskt område den hade verksamhet i. 
Den 20 november 2011 fattade Svenska Scoutförbundets förbundsstämma beslutet att förbundet skulle ombildas till den nya riksorganisationen Scouterna. Organisationens stadgar ändrades, i samråd med landets övriga scoutorganisationer, till att passa alla scouter i Sverige. Under 2013 anslöt sig övriga scoutorganisationer (scoutförbunden) till den nya riksorganisationen. Beslutet var ett resultat av flera års förändringsarbete som hade skett inom ramen för det som kom att kallas Scouternas strukturprocess och Dialogprojektet.  

## Ledande företrädare

### Ordförande
- Erik Sillén 2010–2012
- Helene Gestrin
- Håkan Sandal
- Richard Bengtsson
- Anita Lindqvist

### Generalsekreterare och förbundssekreterare
Under organisationens sista generalsekreterare, Kaså Winqvist, ändrade förbundsstyrelsen titeln för organisationens högsta tjänsteman från förbundssekreterare till generalsekreterare.
- Helena Kaså Winqvist
- Lars Rönnblad

## Distrikt
- Norra regionen
  - Jämtland/Härjedalens Scoutdistrikt
  - Medelpads Scoutdistrikt
  - Norrbottens Scoutdistrikt
  - Västerbotten Ångermanlands Scoutdistrikt

- Övre mitt
  - Dalarnas Scoutdistrikt
  - Gästrike Scoutdistrikt
  - Staffans Scoutdistrikt
  - Upplandsslättens Scoutdistrikt

- DUST 
  - Södermanlands Scoutdistrikt
  - Värmlands Scoutdistrikt
  - Västmanlands läns Scoutdistrikt
  - Örebro läns Scoutdistrikt

- Stockholmsregionen
  - Birka Scoutdistrikt
  - Roslagens Scoutdistrikt
  - Stockholms Scoutdistrikt
  - Södertörns Scoutdistrikt

- Nordöstra regionen
  - Folkunga Scoutdistrikt
  - Kolmårdens Scoutdistrikt
  - Norra Smålands Scoutdistrikt

- Sydöstra regionen
  - Dacke Scoutdistrikt

- Västra regionen
  - Göteborgs Scoutdistrikt
  - Hallands scoutdistrikt
  - Skaraborgs Scoutdistrikt
  - Älvsborgs Norra Scoutdistrikt
  - Älvsborgs Södra Scoutdistrikt

- Södra regionen
  - Kulla Scoutdistrikt
  - Snapphane Scoutdistrikt
  - Södra Skånes Scoutdistrikt

- Frälsningsarméns Scoutförbund
  - Frälsningsarméns Scoutdistrikt

25 scoutkårer i Frälsningsarméns Scoutförbund bildar ett eget scoutdistrikt.

## Förbundsanläggningar
Följande anläggningar ägdes av Svenska Scoutförbundet, eller av dess underliggande distrikt: (ej komplett lista)
- Lysestrand
- Vässarö
- Gilwell
- Frustunaby
- Kjesäters folkhögskola
- Kragenäs
- Kopparbo
- Mullfjällstationen
- Sjöröd
- Sonnarp
- Biscaya av Vindalsö

### Fastigheter som Svenska scoutförbundet tidigare ägt
- Kjesäter (På Kjesäter bedrevs fram till sommaren 2011 folkhögskoleverksamhet. Därefter har verksamheten omstrukturerats och Scouterna erbjuder nu folkhögskoleutbildning bland annat på Fryshuset i Stockholm, via distanskurser och runt om i landet. Folkhögskolan heter numera Scouternas Folkhögskola. Fastigheten Kjesäter är såld)[4]